# Alfred FitzRoy
Alfred William Maitland FitzRoy (ur. 3 marca 1850. zm. 10 stycznia 1930) – brytyjski arystokrata i polityk, młodszy syn Augustusa FitzRoya, 8. księcia Grafton i Anne Balfour, córki Jamesa Balfoura. Po śmierci swojego starszego brata, Henry’ego, przyjął tytuł hrabiego Euston, przysługujący dziedzicowi tytułu księcia Grafton. Tytuł książęcy odziedziczył po śmierci swojego ojca w 1918 r. Od tamtej pory, jako par Anglii, zasiadał w Izbie Lordów.
27 kwietnia 1875 r. poślubił Margaret Rose Smith (1855 - 10 marca 1913), córkę Erica Carringtona Smitha i Mary Maberly. Alfred i Margaret mieli razem syna i dwie córki:
- Lillian Rose FitzRoy (2 marca 1876 - 2 stycznia 1960), żona Charlesa Robertsona, nie miała dzieci
- Mary Margaret FitzRoy (10 grudnia 1877 - 5 stycznia 1966)
- William Henry Alfred FitzRoy (24 lipca 1884 - 23 kwietnia 1918), zginął w katastrofie lotniczej, ożenił się z Auriol Margarettą Brougham, miał dzieci, jego synem był 9. książę Grafton

8 stycznia 1916 r. poślubił Susannę Mary McTaggart-Stewart (1 kwietnia 1878 - 3 października 1961), córkę sir Marka Johna McTaggart-Stewarta, 1. baroneta i Marianne Susanny Ommaney, córki Johna Orde'a Ommaneya. Alfred i Susanna mieli razem dwie córki:
- Elfrida Marie Susanna FitzRoy (15 marca 1919 - 4 stycznia 1920)
- Cecilia Blanche Genevieve FitzRoy (13 maja 1922–1974), żona George’a Howarda, lorda Howard of Henderskelfe, miała dzieci